# Incidente UFO di Mariana

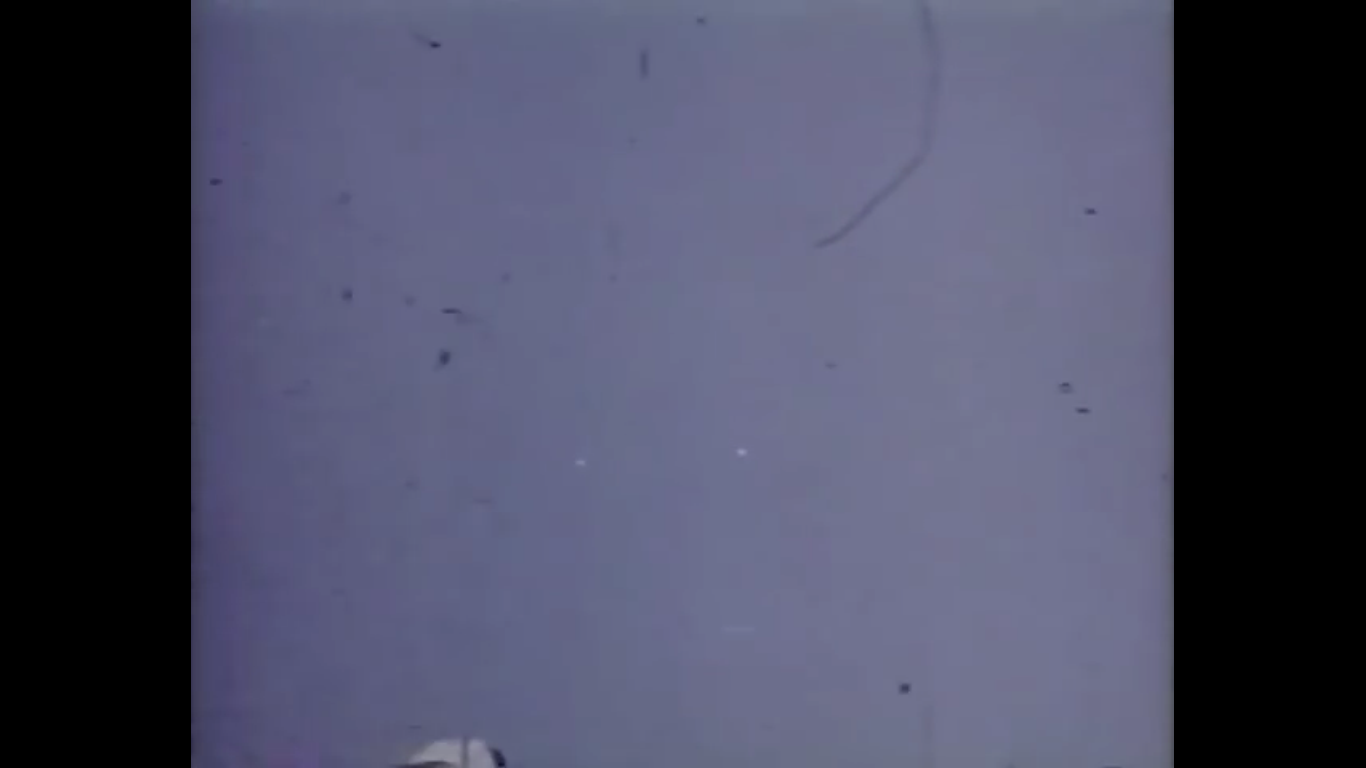
Fotogramma

L'incidente UFO di Mariana è il presunto avvistamento di due UFO verificatosi nell'agosto 1950 a Great Falls, Montana, Stati Uniti d'America, che ha avuto come testimone il dirigente sportivo Nick Mariana, che filmò l'accaduto. Quello di Mariana è uno dei primi film riguardante un avvistamento di UFO ed è stato analizzato in più occasioni dall'USAF e da altri investigatori.

## Cronologia degli eventi
La mattina del 15 agosto 1950 alle 11,25 Nicolas Mariana, direttore generale della squadra di baseball Great Falls Electric, si trovava insieme alla sua segretaria diciannovenne, Virginia Raunig, e stava ispezionando il campo da gioco del Legion Stadium prima della partita. Lo stadio era vuoto e, a un certo punto, un lampo di luce colpì gli occhi di Mariana, che vide due oggetti brillanti dall'aspetto argenteo e dalla forma circolare, che ruotavano su se stessi mentre volavano su Great Falls. Secondo una stima del dirigente, gli oggetti volavano a una velocità compresa fra i 300 e i 600 km/h e avevano un'ampiezza di circa 15 metri. Mariana attirò l'attenzione della segretaria e corse verso l'auto per prendere la sua macchina da presa da 16 mm, che portava sempre con sé. Mariana riuscì a filmare i due oggetti, che sparirono dopo 20 secondi; il filmato fu ripreso a colori, ma non fu registrato alcun suono.
Il dirigente mandò a sviluppare la pellicola e raccontò la sua storia al quotidiano locale, il Great Falls Tribune, che il giorno successivo pubblicò un articolo con la descrizione dell'avvenimento e la notizia della ripresa del filmato. Dopo una settimana, Mariana ricevette la pellicola sviluppata e nel mese di settembre cominciò a mostrarla a gruppi e associazioni locali. Durante uno di questi incontri, un giornalista suggerì a Mariana di mandare il filmato all'USAF per farlo analizzare e successivamente scrisse alla Wright-Patterson Air Force Base, informando i militari dell'avvistamento e del filmato in possesso di Mariana.

## Indagini

### Prima indagine dell'USAF
Nel mese di ottobre, il capitano dell'USAF John Brynildsen contattò Mariana e lo convocò, insieme alla signorina Raunig, ad un incontro che si svolse alla Great Falls Air Force Base (ora Malmstrom Air Force Base). Quando i testimoni dissero che dopo l'avvistamento erano passati due aviogetti militari, il capitano ritenne che forse Mariana aveva ripreso gli aerei e chiese al dirigente sportivo il filmato per farlo analizzare dagli esperti dell'USAF. Mariana consegnò il film, che fu inviato alla base di Wright-Patterson. Il film fu esaminato e gli esperti ritennero che Mariana aveva ripreso il riflesso di due caccia F-94 che avevano volato su Great falls al tempo dell'avvistamento. Il film fu restituito a Mariana con una lettera di accompagnamento firmata dal tenente colonnello Ray Taylor, in cui si affermava che "le fotoanalisi non avevano scoperto nulla di identificabile come qualcosa di natura straordinaria". Tale conclusione fu riportata dal rapporto del Progetto Grudge, che all'epoca studiava gli UFO.
Mariana contestò la conclusione, affermando di avere visto gli aerei dopo la fine del fenomeno; inoltre accusò l'USAF di non avere riconsegnato tutto il film, sostenendo che dalla pellicola, comnposta da 315 fotogrammi, erano stati tolti i primi 30 fotogrammi, che mostravano chiaramente gli oggetti come due dischi che ruotavano su se stessi. L'USAF negò le accuse, affermando che era stato tolto solo un fotogramma che era rimasto danneggiato dalle analisi.

### Progetto Blue Book
Nel luglio 1952 il capitano Edward J. Ruppelt, coordinatore del Progetto Blue Book, chiese a Mariana di potere esaminare nuovamente il film. Inizialmente riluttante, Mariana accettò a condizione che l'USAF si impegnasse per iscritto a non rimuovere alcun fotogramma. La nuova analisi non trovò tracce di falsificazioni e arrivò alla conclusione che gli oggetti ripresi nel filmato non erano uccelli, palloni aerostatici o meteore. Fu scartata anche la spiegazione dei riflessi di aerei, ritenendo che le immagini luminose erano troppo regolari. Il caso fu quindi classificato come "non spiegato". 

### Giurì Robertson
Nel gennaio 1953 il caso fu esaminato dal Giurì Robertson, una commissione formata su richiesta della CIA con l'incarico di esaminare i casi più interessanti del Progetto Blue Book. Gli scienziati della commissione ritennero che gli oggetti ripresi nel film erano "riflessi di aerei di cui si conosceva la presenza in zona".

### Analisi del dottor Baker
Nel 1954 la Greene-Rouse Production decise di produrre un documentario sugli UFO e chiese a Mariana il permesso di utilizzare il suo film. Il dirigente sportivo accettò e consegnò la pellicola, che fu analizzata dal dott. Robert M.L. Baker, ingegnere e ricercatore che lavorava per la Douglas Aircraft Company. Baker completò la sua analisi nel 1956 e arrivò alla conclusione che la prima spiegazione dell'USAF, secondo cui gli oggetti ripresi nel film erano semplici riflessioni di aerei F-94, era "piuttosto stiracchiata". 
Nel 1969 Baker presentò ua relazione ad un convegno sugli UFO organizzato da Carl Sagan e Thorton Page, in cui esprimeva la conclusione che gli oggetti ripresi nel film di Mariana non erano identificabili, sottolineando l'importanza di migliorare la qualità dei reperti fotografici prima di speculare sulla natura degli UFO.

### Commissione Condon
Il caso fu successivamente riesaminato dalla Commissione Condon, che lo assegnò a due investigatori: Roy Craig e David Saunders. Dopo avere intervistato i testimoni, i due studiosi arrivarono a conclusioni diverse. Per Craig fu importante la differenza nelle testimonianze, dato che l'ex segretaria di Mariana aveva dichiarato di avere visto un solo oggetto anziché due. In un'intervista telefonica, Craig le chiese cosa pensava dell'affermazione di Mariana riguardo al taglio del film da parte dell'USAF e il commento esitante della Raunig fu il seguente: "C'è una cosa che si deve ricordare in tutto questo... che Nick Mariana è il promotore". Craig contattò poi alcuni testimoni che secondo il dirigente sportivo avevano visto il film prima che fosse consegnato all'USAF e pertanto avrebbero potuto confermare la manomissione: alcune di queste persone negarono di avere visto il film, mentre altri dissero di non ricordare quanto affermato da Mariana. Ciò rafforzò lo scetticismo di Craig sull'effettiva mancanza dei 30 fotogrammi iniziali. Diversamente, Sauders si convinse che qualcosa mancava effettivamente nel filmato e credette alla possibilità che i primi fotogrammi della pellicola indicassero chiaramente che gli oggetti erano dischi rotanti. Successivamente William Hartmann, astronomo dell'Università dell'Arizona, analizzò il film di Mariana per conto della Commissione Condon, osservando che c'erano diversi argomenti contro l'ipotesi della riflessione degli aeroplani, il principale dei quali era che una riflessione sarebbe durata per un periodo inferiore. Hartmann concluse che benché bisogna forzare la credibilità dell'ipotesi per supporre che gli oggetti ripresi nel filmato siano riflessioni, questa possibilità non può essere completamente esclusa. Alla fine, la Commissione Condon classificò il caso come "non spiegato".

## Ipotesi sulla natura del fenomeno
Nel gennaio 1951 il giornalista Bob Considine, scettico sugli UFO, scrisse un articolo sulla rivista Cosmopolitan, demolendo i più famosi avvistamenti della sua epoca. L'articolo sosteneva che l'avvistamento e il filmato di Mariana erano una frode e che il dirigente sportivo era bugiardo, imbroglione e fanatico. Mariana querelò Considine per diffamazione; la causa fu alla fine abbandonata nel 1955. 
Il giornalista scientifico Philip J. Klass, anch'egli scettico sugli UFO, riesaminò il caso negli anni settanta, sostenendo l'ipotesi della riflessione degli aerei. Klass mostrò la foto di un aereo che rifletteva il sole ed evidenziò che era molto simile alle immagini mostrate dal film. Per superare le obiezioni espresse in passato contro questa spiegazione, Klass ha ipotizzato che l'identità degli aerei fosse stata mascherata da condizioni atmosferiche inusuali e che i velivoli abbiano seguito una traiettoria parabolica, cosa che avrebbe allungato la durata del fenomeno. 
Anche lo scettico Larry Robinson, ricercatore dell'Indiana University, ritiene che si tratti di riflessi, sia per la grandezza delle immagini sulla pellicola che per il modo in cui esse scompaiono.

## Teorie alternative
La maggior parte degli ufologi, anche sulla base delle analisi al computer effettuate negli anni settanta dall'organizzazione ufologica Graund Saucer Watch, ritiene che l'ipotesi della riflessione degli aerei non sia plausibile. Il filmato di Mariana viene ritenuto uno dei reperti fotografici più genuini e attendibili sull'esistenza degli UFO; per l'ufologo Kevin Randle il filmato non prova tuttavia l'origine extraterrestre degli oggetti ripresi.
Copie del film di Mariana, che è stato desecretato, esistono negli archivi della NARA. Il film viene utilizzato in documentari e programmi televisivi sugli UFO e continua ancora oggi a fare discutere. L'ufologo Barry Greenwood, che ha avuto una copia del film, sostiene che fra il 1952 e il 1976 vi sia stato un taglio ulteriore di una quarantina di fotogrammi.